# 김성주 (1924년)
김성주(金聖柱, 1924년 2월 29일 ~ 1954년 3월 28일)는 일제강점기의 독립운동가이며 대한민국의 군인 겸 사회운동가 및 정치인이다.  제1공화국 정치에서 야당 중진급 보좌관 역할을 맡았다. 본관은 수안(遂安)이다.

## 생애

### 일제 강점기 말기와 대한정부 초기, 그리고 한국 전쟁 참전
그는 일찍이 국민정부 시대 중화민국 대륙 본토에서 대한제국 독립 운동을 하다가 1945년 8·15 광복 이후 평안청년회(平安靑年會)와 서북청년회(西北靑年會), 그리고 한국독립당 등에서 청년 운동의 거물로 활약한데 이어, 6·25 한국 전쟁 때는 의용호림부대(義勇虎林部隊)를 조직하여 북한군과 전투한 전력이 있고(1950년 12월 육군 소위 임관 이후 1951년 3월 중위 진급, 1951년 5월 대위 진급, 1951년 8월 소령 진급하였으며 이 사이에 소대장을 거쳐 중대장을 지냄.), 1952년 3월 2일을 기하여 육군 소령 예편하였고 이후 평안남도 도지사를 잠시 역임하였으며 그 후 민주국민당 초급행정위원 직위를 거쳐 신익희(申翼熙) 당시 민주국민당(民主國民黨) 총재에게 보좌관 직위로써 투신하였지만 곧 민주국민당 총재 보좌관 직위 사퇴와 아울러 민주국민당을 탈당, 제2대 대선 당시 무소속 후보 조봉암(曺奉岩)의 선거 운동에 참여하였다.

### 말년
이후 이승만(李承晩) 정권에 반기를 들며 1953년 6월에 반공포로석방을 비난하다가 끝내 구속되었으며, 1953년 7월 27일, 휴전 협정 직후 1953년 7월 30일을 기하여 육군 군법회의 예하 고등군사재판에서 징역 7년형을 선고받았는데 서울 민간 일반 예하 법원에서는 다시 형사 재판을 개정(開廷) 조치 처분하였다. 무죄가 확정될 무렵이던 1954년 3월 28일을 기하여 육군형무소에서 당시 육군본부 헌병차감이었던 김진호(金鎭浩) 육군 중령에게 신병 인수 조처되었으나 당시 연합참모본부 헌병 총사령관 원용덕(元容德) 육군 중장의 자택에 위장 체포로써 끌려가서 암살되었다(김성주 위장 유인 암살 사건).

## 학력
- 평안남도 평양고등보통학교 졸업(1943년)
- 육군보병학교 졸업(1951년)

## 같이 보기
- 김성주 위장 유인 암살 사건